# If I Told You That
«If I Told You That» es un dueto de 2000 de los cantantes Whitney Houston y George Michael, y es el segundo sencillo del álbum compilatorio de grandes éxitos de Whitney Houston Whitney: The Greatest Hits.

## Lista de pistas
- Australia Maxi Sencillo[1]

1. «If I Told You That» (Álbum Versión) — 4:33
2. «Fine» (Álbum Versión) — 3:35
3. «If I Told You That» (Johnny Douglas Mix) — 4:48
4. «I'm Your Baby Tonight» (Dronez Mix) — 5:05

- Europa Maxi Sencillo[2]

1. «If I Told You That» (Álbum Versión) — 4:33
2. «If I Told You That» (Johnny Douglas Mix) — 4:48
3. «Fine» (Álbum Versión) — 3:35

- Promocional CD Sencillo[3]

1. «If I Told You That» (Radio Edit) — 4:05
2. «If I Told You That» (Álbum Versión) — 4:38

## Posicionamiento
| Lista (2000)                          | Alta Posición |
| ------------------------------------- | ------------- |
| Alemania (Media Control Charts)       | 58            |
| Australia (ARIA)                      | 37            |
| Bélgica (Ultratop 50 Región Flamenca) | 41            |
| Bélgica (Ultratop 50 Volonia)         | 25            |
| Irlanda (IRMA)                        | 25            |
| Italia (FIMI)                         | 9             |
| Países Bajos (Mega Single Top 100)    | 31            |
| Reino Unido (Official Charts Company) | 9             |
| Suecia (Sverigetopplistan)            | 44            |
| Suiza (Schweizer Hitparade)           | 33            |
| Lista (2012)                          | Alta posición |
| Reino Unido (UK Singles Chart)        | 152           |